# 阮福傳
阮福傳（越南语：／；？—？），廣南阮主第六代領袖阮福淍的第十九子。
阮福傳生母為黃氏緣，授該奇傳德侯（越南语：／）。某年正月初一日去世，贈特進大將軍錦衣衞掌衞事傳郡公（越南语：／），諡剛斷（越南语：／）。

## 家庭
阮福傳和夫人阮氏玉莊生有五子二女：
- 長子阮福倕（尊室倕）[1]
- 次子阮福佑（尊室佑）[1]
- 三子阮福偕（尊室偕）[1]
- 四子失名
- 五子阮福儀（尊室儀）[1]
- 長女阮氏玉珠（尊女氏玉珠）[1]
- 次女阮氏玉瓊（尊女氏玉瓊）[1]